# Feldschlößchen (Dresden)

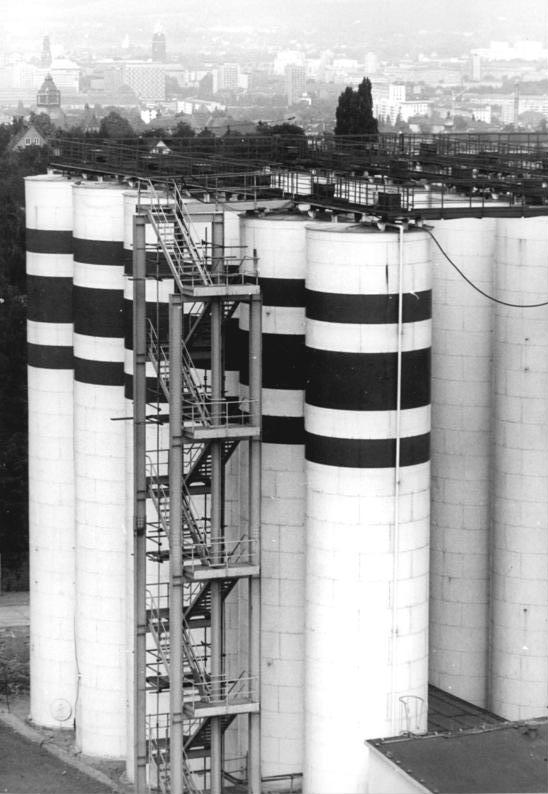
Die 22 Meter hohen Reaktorentürme der neuerbauten Brauerei in Dresden-Coschütz 1981

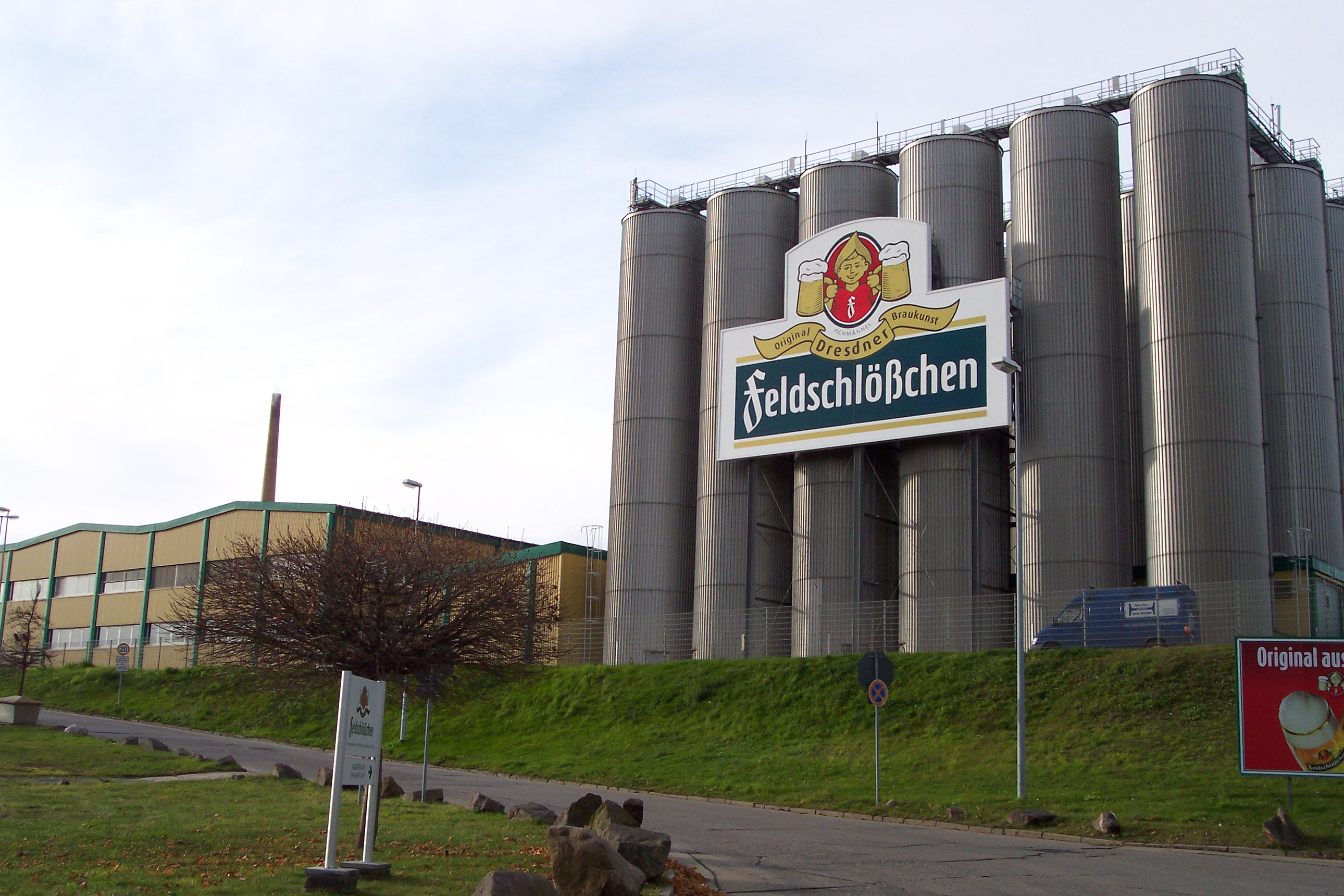
Die Brauerei in Dresden-Coschütz, 2006

Die Feldschlößchen AG ist eine Großbrauerei mit Sitz in Dresden.

## Geschichte

### Brauerei zum Feldschlößchen
Am Fuße des Hahnebergs in der Südvorstadt gab es einen einzelstehenden Bauernhof, der Anna Nehlin gehörte. 1644 erlaubte Kurfürst Johann Georg I. hier den Bier- und Weinausschank an Fremde. 1684 kaufte der Ehrenhafte Geheime Kriegsrat Dietrich von Bosse den Hof, erhielt von Kurfürst Johann Georg III. einen Privilegienbrief und errichtete das Schlösschen im Felde. Dieses Gut kaufte 1714 für 6000 Taler die spätere Ehefrau des Baumeisters Matthäus Daniel Pöppelmann, die 1729 starb. Etwa 1730 war das Feldschlößchen eine weithin bekannte Ausflugs- und Vergnügungsstätte mit Tanzsaal, Kegelbahn und Sommergarten.
1813 wurde das Feldschlößchen bei der Schlacht um Dresden zerstört, 1819 ein neues Feldschlößchen errichtet.

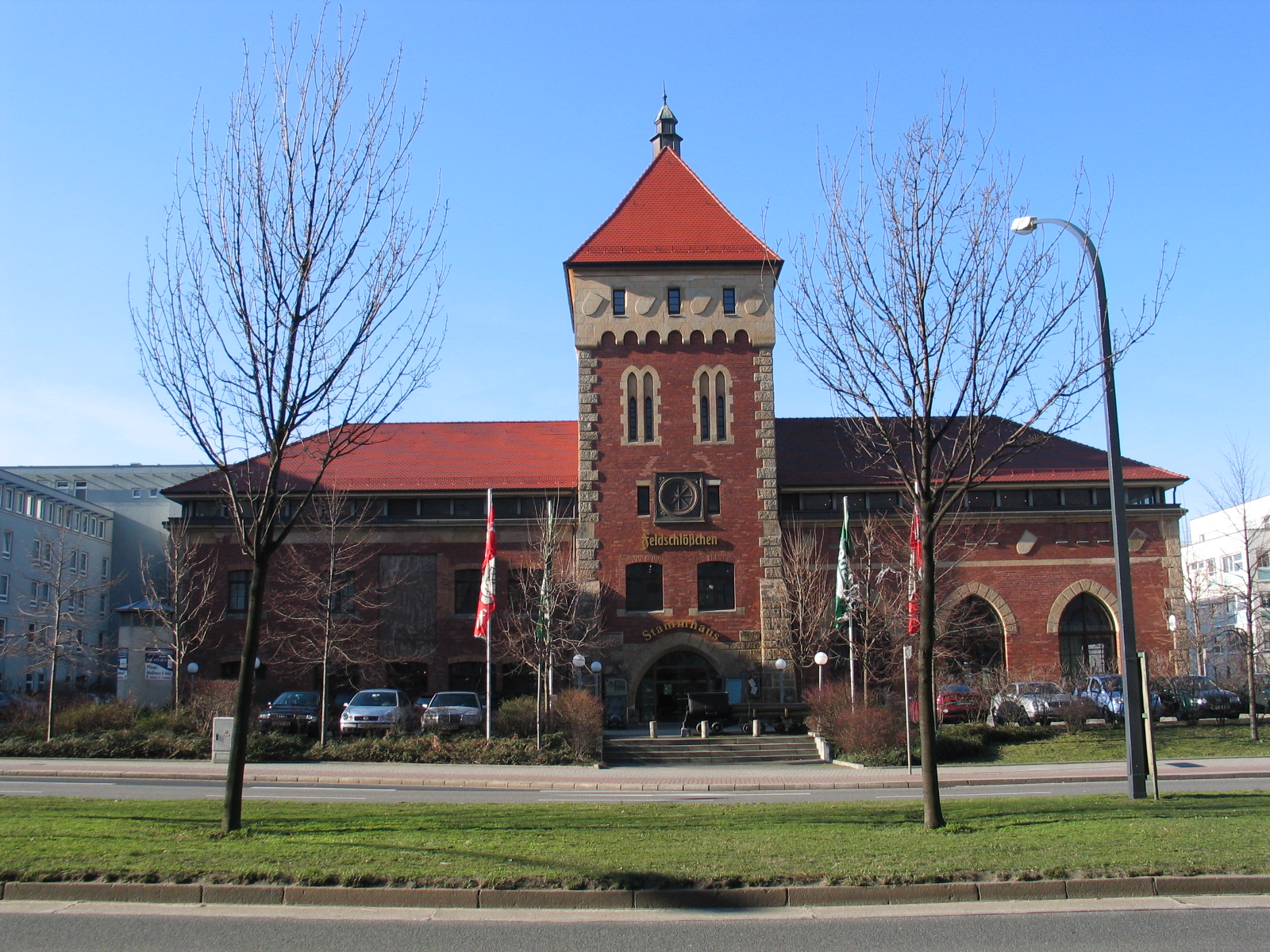
Ehemaliges Maschinenhaus der „Aktienbrauerei zum Feldschlößchen“ (Budapester Straße)

Leonhard Meisel, Pächter des Bayerischen Brauhauses in der Friedrichstadt, übernahm das Ausflugslokal, errichtete 1838 eine Lagerbierbrauerei in Dresden-Südvorstadt (altes Feldschlößchen) auf der Budapester Straße, das heutige „Feldschlößchen-Stammhaus“. Zwanzig Jahre später gründete sich die „Aktienbrauerei zum Feldschlößchen“. Im Jahr 1883 folgte der Konkurs, und mit einem neuen Management konnte man sehr schnell die alten Erfolge erreichen. Neue baulichen Maßnahmen waren im Jahr 1891 erforderlich, dabei entstand auch der heute erhaltene Turm im mittelalterlichen Stil, das Feldschlößchen-Stammhaus. Dieser beherbergte einst einen großen Wasserbehälter und das Maschinenhaus mit allen technischen Anlagen. Im Jahr 1894 wurden die Produkte der Feldschlößchenbrauerei mit der Königlich-Sächsischen Staatsmedaille ausgezeichnet, und man wurde königlicher Hoflieferant. Die nächste hohe Auszeichnung folgte im Jahr 1909. Die Brauerei wurde mit der höchsten Auszeichnung der Stadt Dresden, der Goldenen Medaille der Stadt, geehrt.
Bei den Bombardierungen im Jahr 1945 wurde die Brauerei stark beschädigt, konnte aber bereits im Juni 1945 wieder produzieren. In der DDR erfolgte im Jahr 1960 die Eingliederung als Werk Süd in den VEB Dresdner Brauereien. Später firmierte man bis zur Wende als VEB Feldschlößchen Brauerei im GK Dresden.
Um 1991 wurde das Feldschlößchen-Stammhaus für 6 Mio. DM denkmalgerecht saniert. Dabei sind in drei Etagen traditionsbezogene Räume zusätzlich geschaffen worden. Im Jahr 2020 betrug der Umsatz 73,9 Mio. Euro, im Folgejahr sank er auf 66,2 Mio. Euro. Die Zahl der Mitarbeiter ging von 106 auf 99 zurück.

### Brauerei Dresden-Coschütz
1973 wurde mit dem Bau der Brauerei in Dresden-Coschütz auf der Cunnersdorfer Straße begonnen. Am 1. September 1981 begann die Bierproduktion. Diese Brauerei befand sich ab 1. April 1983 im „Volkseigenen Getränkekombinat“, in dem sich bereits seit 1979 der VEB Dresdener Brauereien und weitere Brauereien aus dem Bezirk Dresden befanden. 1990 wurde das „VE Getränkekombinat“ zur Sächsischen Brau-Union neugeordnet.
Die Holsten-Brauerei übernahm 1992 die Sächsische Brau-Union und benannte diese 1995 in Feldschlößchen Aktiengesellschaft, Dresden um. Mit der Übernahme von Holsten durch die Carlsberg-Brauerei gehörte die Feldschlößchen AG seit 2004 zum Carlsberg-Konzern.
Im Januar 2011 wurde die Dresdner Feldschlößchen AG von Carlsberg an die TCB Beteiligungsgesellschaft mit Sitz in Frankfurt (Oder) verkauft. Carlsberg begründete den Verkauf zum einen damit, sich wieder mehr auf die eigenen Kernmarken (Carlsberg, Holsten, Lübzer, Duckstein und Astra) konzentrieren zu wollen. Zum anderen wollte man die Dresdner Brauerei mit dem Verkauf besser auslasten und dabei weiterhin mit ihr kooperieren.

## Sponsoring und Events
Feldschlößchen betreibt regelmäßig Sponsoring beim Jazzfrühling zum Internationalen Dixieland-Festival, beim Dresdner Drachenboot-Festival und beim SemperOpenairball.
2013 fand erstmals das „Pichmännel-Oktoberfest“ mit 15.000 Gästen am Ostra-Ufer statt. Seit 2018 ist Feldschlößchen Partner des Innovationspreis Berlin-Brandenburg.

## Produkte
Hauptprodukt der Brauerei ist „Feldschlößchen Pilsner“. Auch „Feldschlößchen Export“, „Feldschlößchen naturtrübes Radler“, „Feldschlößchen Urbock“ und das „Feldschlößchen Schlankes“ (ehem. Diät) werden gebraut. Neu im Sortiment sind „Feldschlößchen naturtrübes Radler Alkoholfrei“ und die regelmäßig wechselnden „Editionsbiere“ der Brauerei (2015 – „Feldschlößchen Maibock“ und „Pichmännel-Festbier“ sowie „Feldschlößchen schwarze Winterkirsche“ als Saisonspezialität).
Außerdem werden alte Dresdner Biere produziert, wie „Dresdner Felsenkeller Pilsner“, „Dresdner Felsenkeller Spezial“, „Dresdner Felsenkeller Urhell“ oder „Coschützer Pils“ sowie das ursprünglich durch die Brauerei Freital gebraute Schwarzbier „Schwarzer Steiger“.

## Auszeichnungen

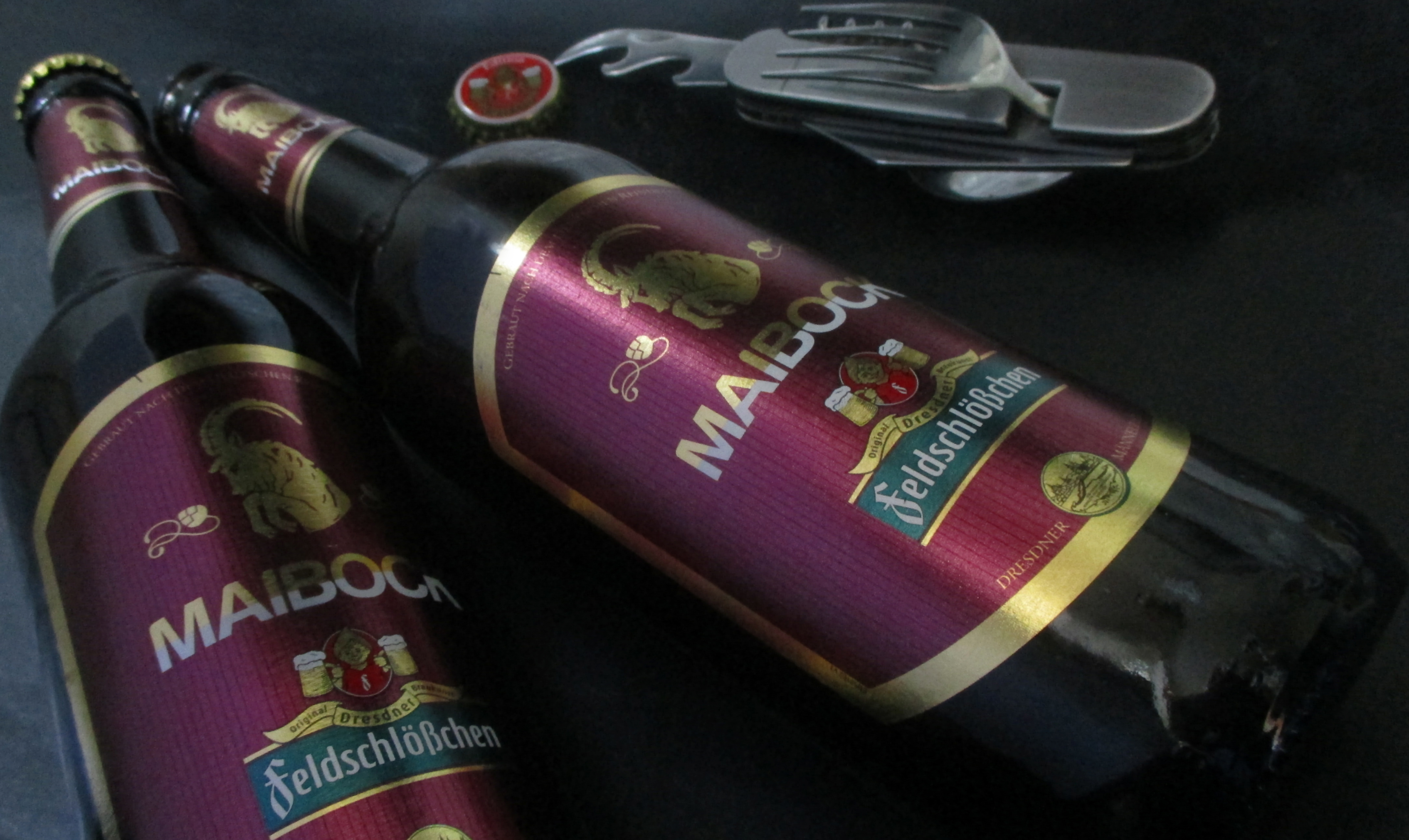
Maibock – Sonderedition – Feldschlößchen Dresden

- 2013 gewann Feldschlößchen Urbock bei den World Beer Awards Gold mit dem Urbock in der Kategorie Europe’s Best Bock Lager und mit dem Maibock in der Kategorie World’s Best Seasonal Lager.
- Feldschlößchen Naturradler wurde bei den World Beer Awards 2017 zum besten (eingereichten) Radler Deutschlands gewählt.[7]

## Marketing und Werbung

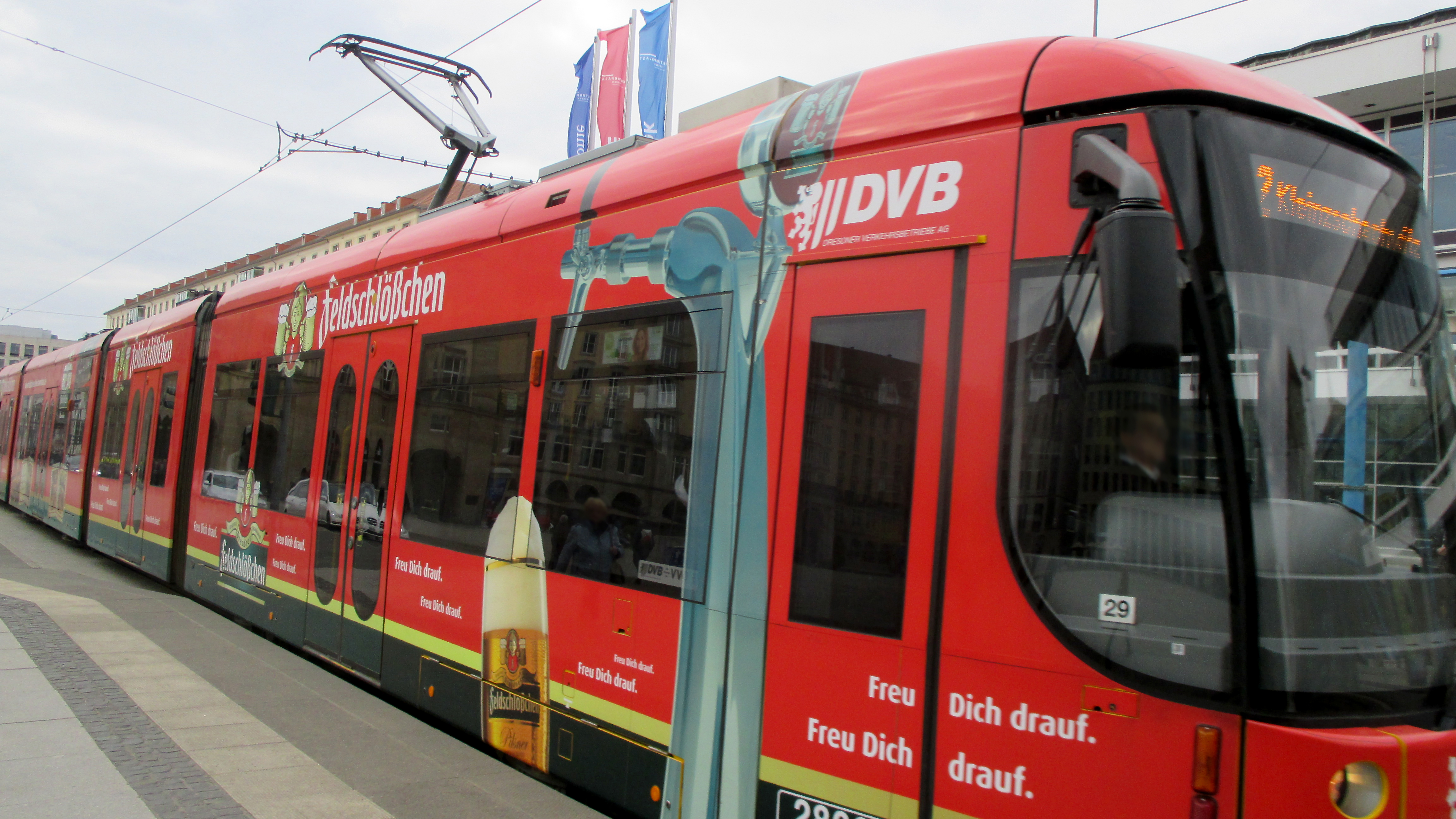
Straßenbahn mit Sonderbeklebung – Linie 2 – Feldschlößchen – in Dresden am Altmarkt

Eine Straßenbahn der Dresdner Verkehrsbetriebe wurde als Werbefläche für die Feldschlößchen Brauerei  beklebt. Auch im Jahr 2021 fährt sie auf verschiedenen Linien im Stadtgebiet von Dresden. 2022 kam eine weitere Werbebahn hinzu.